# 103-тя окрема повітрянодесантна бригада (Білорусь)
103-тя окрема повітрянодесантна бригада — військове формування, підпорядковане Командуванню Сил спеціальних операцій Збройних сил Білорусі (ССО ЗСБ). Дислокована у місті Полоцьк Вітебської області.
Бригада є наступницею 103-ї повітрянодесантної дивізії СРСР.

## Історія

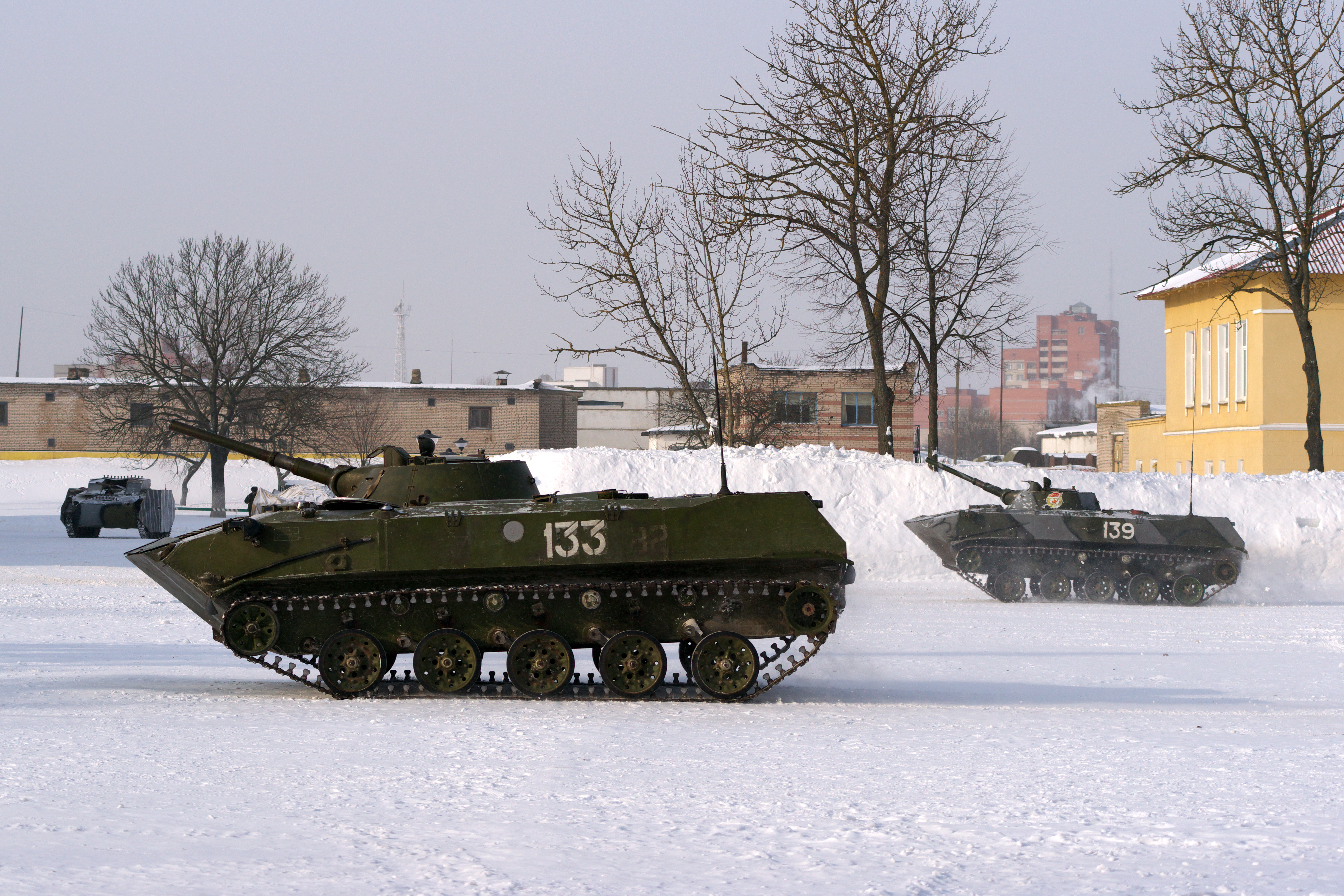
БМД-1 на заняттях взимку. 103-тя мобільна бригада Збройних сил Білорусі. 25 лютого 2011

20 травня 1992 року радянська 103-тя повітрянодесантна дивізія увійшла до складу ЗС Білорусі.
1993 року на базі управління 103-ї пдп було створено Управління Мобільних сил Республіки Білорусь.
1994 року дивізія була розділена на дві окремі мобільні бригади й один навчальний мобільний батальйон, а артилерійський полк розформовано:
- 317-та окрема мобільна бригада (Полоцьк) з 317-го гвардійського парашутно-десантного полку,
- 350-та окрема мобільна бригада (пгт Боровуха-1 у 12 км від Новополоцька) з 350-го гвардійського парашутно-десантного полку,
- 357-й окремий навчальний мобільний батальйон з 357-го гвардійського парашутно-десантного полку.

2002 року 317-та окрема мобільна бригада перейменована на 103-тю гвардійську окрему мобільну бригаду, Того ж року 350-а окрема мобільна бригада переформована на 350-й окремий гвардійський мобільний батальйон у складі 103-ї окремої мобільної бригади.
2004 року створено Управління Сил спеціальних операцій Генерального штабу Збройних Сил Білорусі.
2007 року на базі управління ССО ГШ ЗСБ створено Командування Сил спеціальних операцій Збройних сил Білорусі.
2 серпня 2016 року 103-тя гвардійська окрема мобільна бригада перейменована на 103-тю окрему гвардійську повітрянодесантну бригаду.
Із 6 січня 2022 року підрозділи бригади беруть участь у операції ОДКБ в Казахстані. 